# Валлеруа-ле-Буа
Валлеруа́-ле-Буа́ (фр. Vallerois-le-Bois) — коммуна во Франции, находится в регионе Франш-Конте. Департамент — Верхняя Сона. Входит в состав кантона Норуа-ле-Бур. Округ коммуны — Везуль.
Код INSEE коммуны — 70516.

## География
Коммуна расположена приблизительно в 330 км к юго-востоку от Парижа, в 40 км северо-восточнее Безансона, в 13 км к юго-востоку от Везуля.

## Население
Население коммуны на 2010 год составляло 259 человек.
| 1962 | 1968 | 1975 | 1982 | 1990 | 1999 | 2010 |
| ---- | ---- | ---- | ---- | ---- | ---- | ---- |
| 236  | 238  | 214  | 231  | 252  | 256  | 259  |

## Экономика
В 2010 году среди 154 человек трудоспособного возраста (15—64 лет) 120 были экономически активными, 34 — неактивными (показатель активности — 77,9 %, в 1999 году было 68,4 %). Из 120 активных жителей работали 115 человек (67 мужчин и 48 женщин), безработными было 5 (3 мужчины и 2 женщины). Среди 34 неактивных 4 человека были учениками или студентами, 16 — пенсионерами, 14 были неактивными по другим причинам.

## Достопримечательности
- Замок Валлеруа-ле-Буа[фр.] (XII век). Исторический памятник с 1964 года[3]

## Фотогалерея

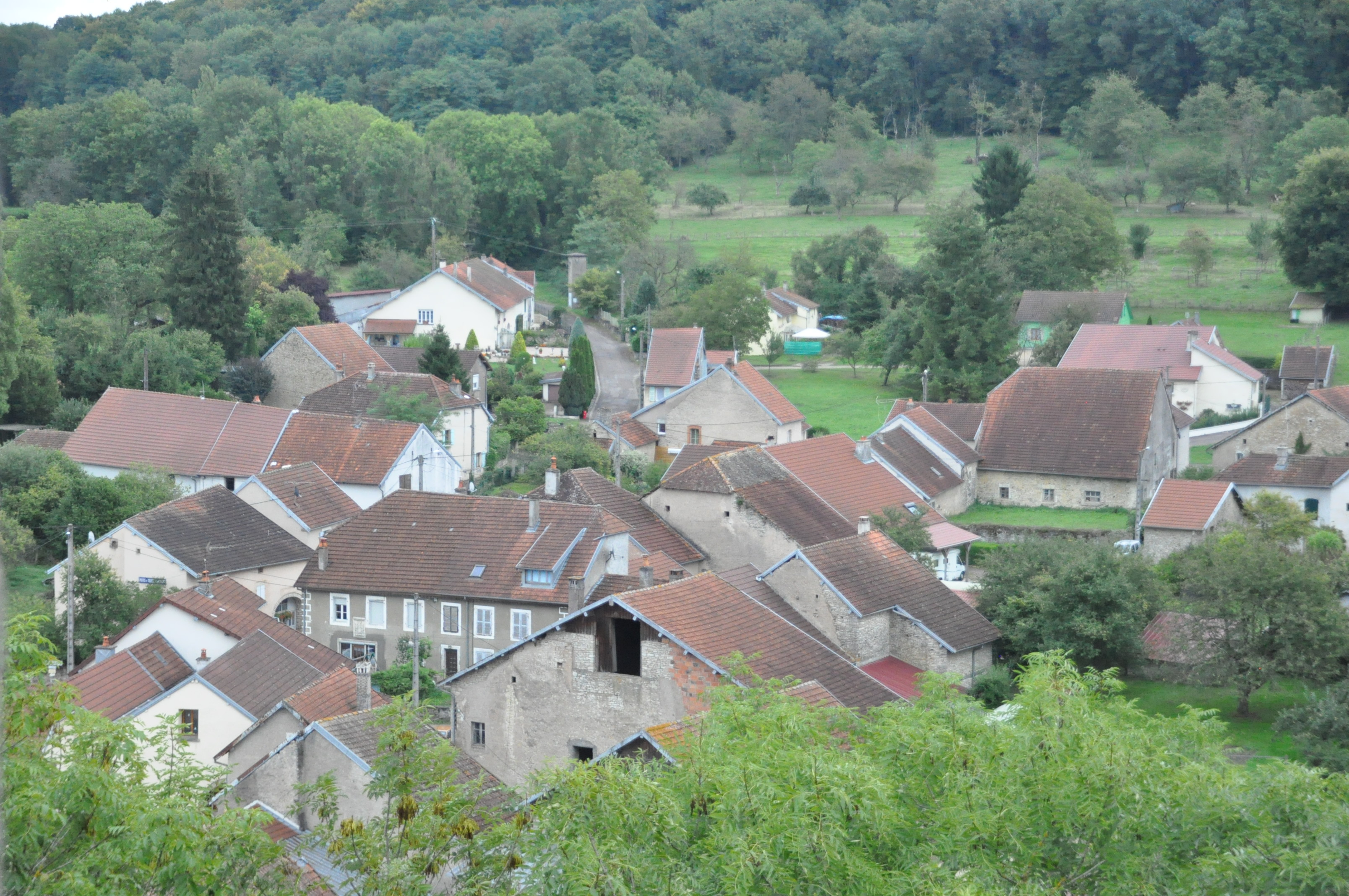
Валлеруа-ле-Буа
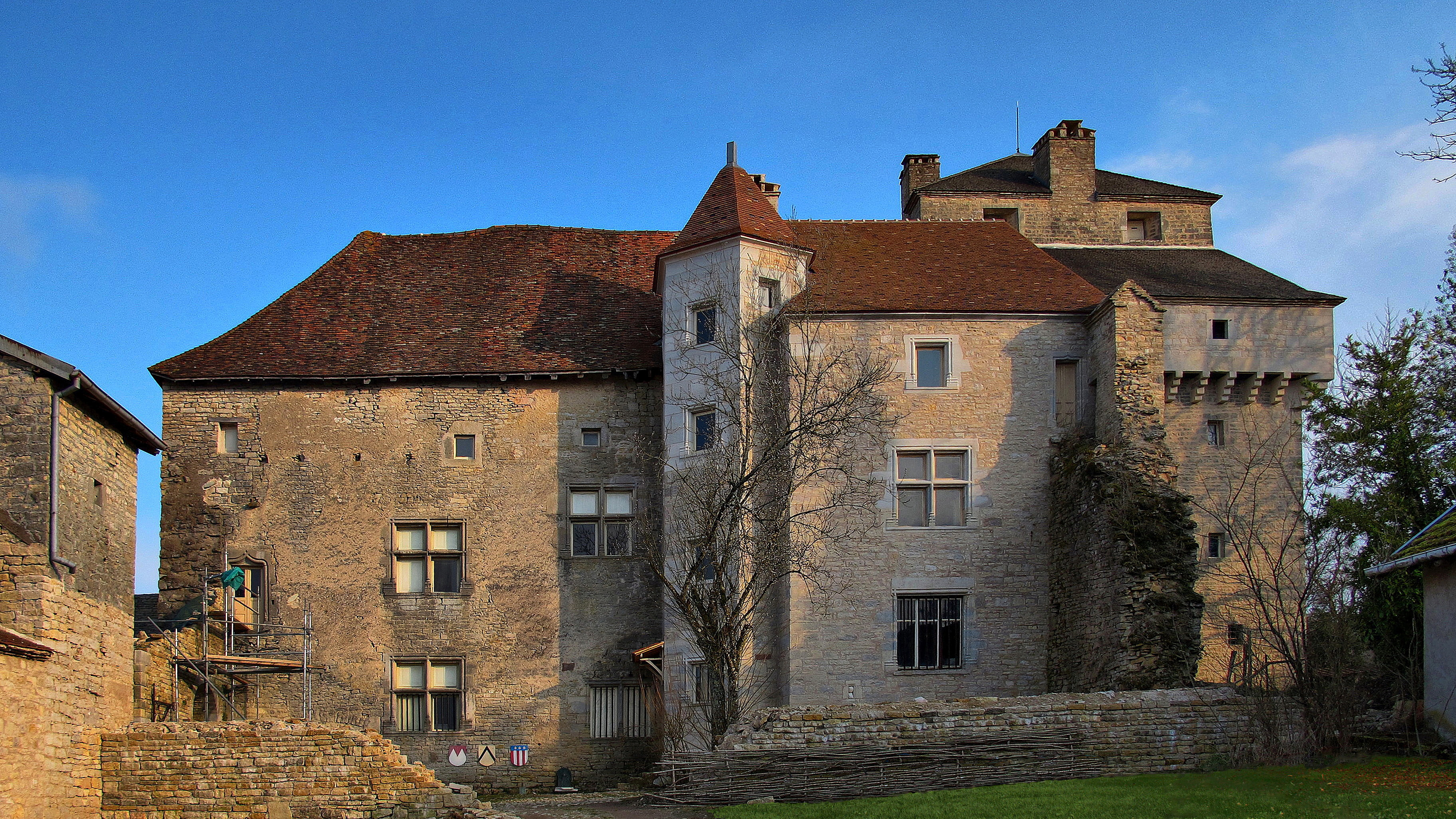
Замок Валлеруа-ле-Буа
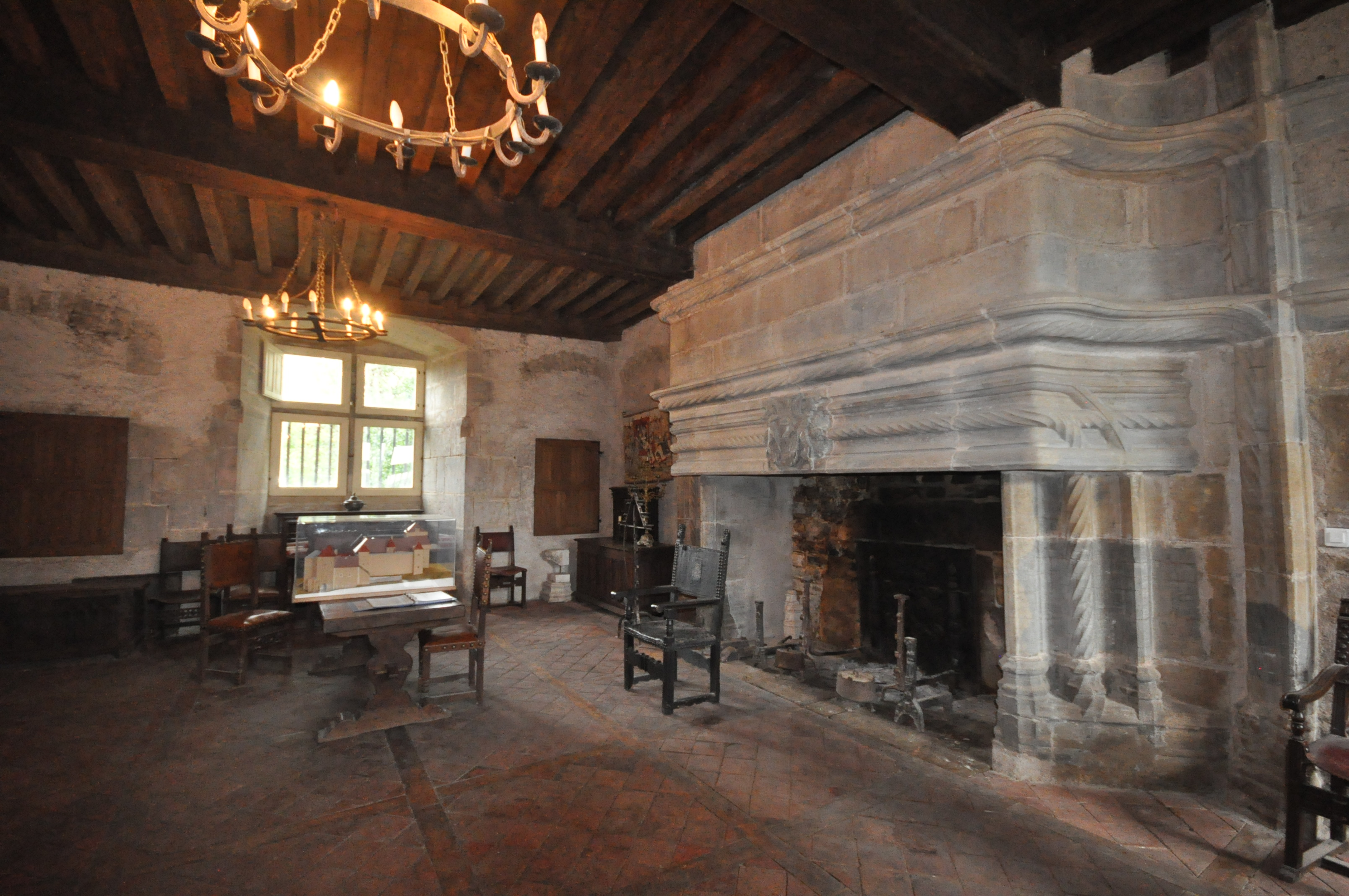
Интерьер замка Валлеруа-ле-Буа
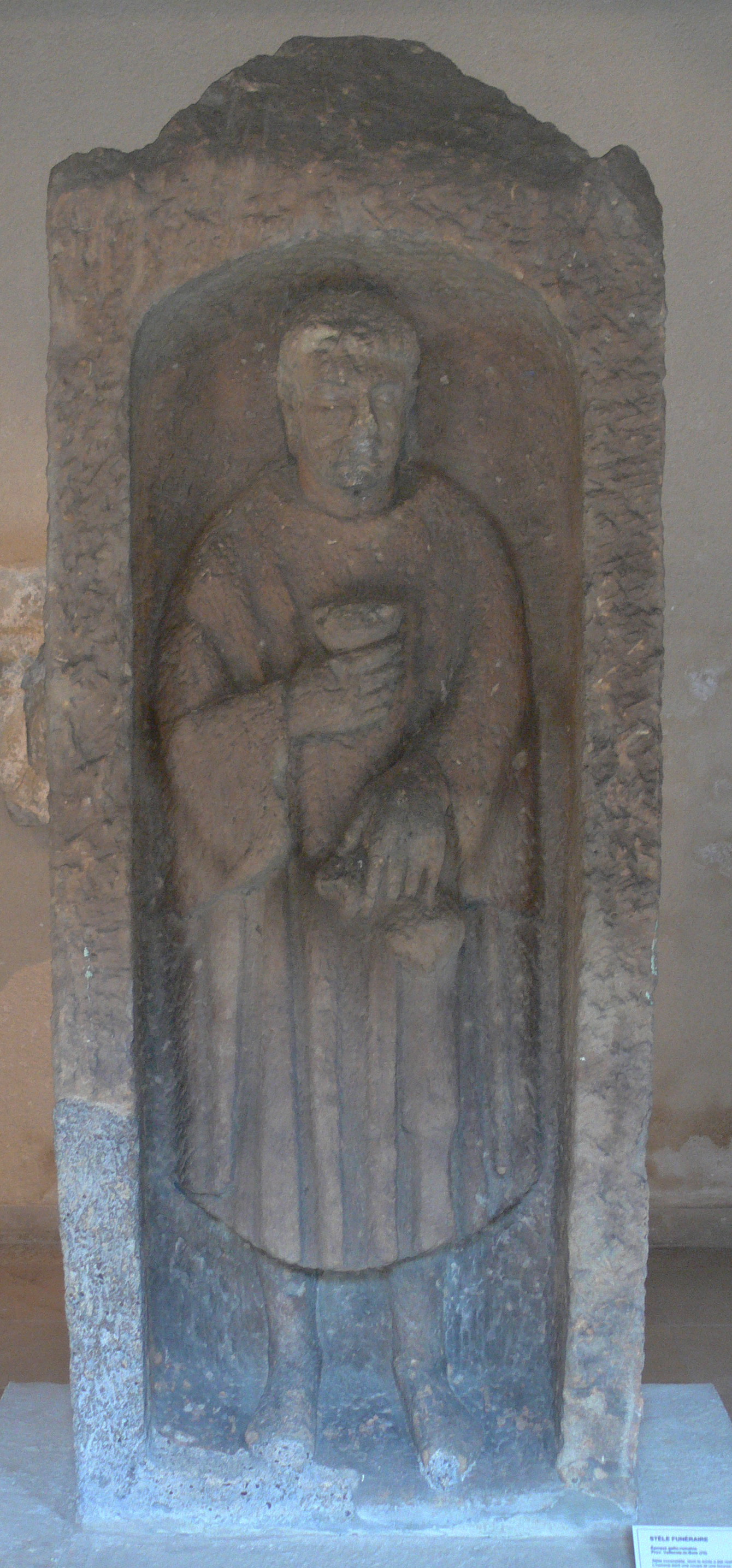
Галло-римская стела